# 金傑布盧 (密蘇里州)
金傑布盧（英語：Ginger Blue）是位於美國密蘇里州麥克唐納縣的村。

## 人口
根據2020年美國人口普查的數據，金傑布盧的面積為0.68平方千米，皆為陸地。當地共有人口37人，而人口密度為每平方千米54人。